# Новочорторийська сільська рада
Новочорторийська сільська рада (Ново-Чорторийська сільська рада) — колишня адміністративно-територіальна одиниця та орган місцевого самоврядування у Любарському і Дзержинському районах Житомирської і Бердичівської округ, Вінницької й Житомирської областей Української РСР та України з адміністративним центром у с. Нова Чортория.

## Населені пункти
Сільській раді були підпорядковані населені пункти:
- с. Нова Чортория

## Населення
Кількість населення ради, станом на 1923 рік, становила 2 174 особи, кількість дворів — 433.
Відповідно до перепису населення СРСР, станом на 17 грудня 1926 року, чисельність населення ради становила 2 411 осіб, з них, за статтю: чоловіків — 1 132, жінок — 1 279, етнічний склад: українців — 1 924, росіян — 15, євреїв — 456, поляків — 11, інших — 5. Кількість господарств — 559, з них несільського типу — 169.
Відповідно до результатів перепису населення СРСР, кількість населення ради, станом на 12 січня 1989 року, становила 2 175 осіб.
Станом на 5 грудня 2001 року, відповідно до перепису населення України, кількість мешканців сільської ради становила 1 886 осіб.

## Склад ради
Рада складалася з 16 депутатів та голови.

### Керівний склад сільської ради
| ПІБ                        | Основні відомості                                            | Дата обрання | Дата звільнення |
| -------------------------- | ------------------------------------------------------------ | ------------ | --------------- |
| Воронюк Леонід Миколайович | Сільський голова, 1959 року народження, освіта, безпартійний | 26.03.2006   | 18.12.2007      |
| Дмитренко Віктор Васильвич | Сільський голова, 1961 року народження, освіта вища          | 31.10.2010   |                 |

Примітка: таблиця складена за даними джерела

## Історія
Створена 1923 року в складі с. Нова Чортория та хуторів Ведмежий Яр і Драгунів Яр Новочорторийської волості Полонського повіту Волинської губернії. У 1925 та 1926 роках хутори Драгунів Яр та Ведмежий Яр передано до складу Старочорторийської сільської ради Любарського району. Станом на 17 грудня 1926 року в підпорядкуванні значилися населені пункти Агротехнікум та Панівці. На 1 жовтня 1941 року Агротехнікум не числився на обліку населених пунктів.
Станом на 1 вересня 1946 року сільська рада входила до складу Любарського району Житомирської області, на обліку в раді перебувало с. Нова Чортория.
Виселок Панівці пропущений у довідниках 1941 та 1946 років, після 1954 року не значився на обліку населених пунктів. 11 серпня 1954 року, відповідно до указу Президії Верховної ради Української РСР «Про укрупнення сільських рад по Житомирській області», до складу ради включено села Коростки та Привітів ліквідованих Коростківської та Привітівської сільських рад Любарського району. 17 травня 1957 року, відповідно до рішення Житомирського облвиконкому № 419 «Про утворення Привітівської сільської ради в складі Любарського району», у с. Привітів відновлено окрему сільську раду.
На 1 січня 1972 року сільська рада входила до складу Любарського району Житомирської області, на обліку в раді перебували села Коростки та Нова Чортория.
21 червня 1991 року, відповідно до рішення Житомирської обласної ради «Про внесення змін в адміністративно-територіальний устрій окремих районів», у с. Коростки відновлено окрему сільську раду.
Ліквідована 1 червня 2020 року через добровільне приєднання до складу Любарської селищної територіальної громади Любарського району Житомирської області.
Входила до складу Любарського (7.03.1923 р., 4.01.1965 р.) та Дзержинського (30.12.1962 р.) районів.